# Vela nos Jogos Olímpicos de Verão de 1912 - 8 Metre
As provas da classe 8 Metre da vela nos Jogos Olímpicos de Verão de 1912 ocorreram entre 20 e 22 de julho daquele ano na costa de Nynäshamn na Suécia. Duas regatas foram programadas, além de eventuais saídas de barco. Para esta classe, houve 36 marinheiros, em 6 barcos, de 4 nações inscritas. 

## Calendário
| ● | Competições desportivas | ● | Finais |

| 8 Metre                   |  | ● | ● | ● |  | Corridas internacionais | Corridas internacionais | Corridas internacionais | Corridas internacionais | Corridas internacionais | Corridas internacionais | Corridas internacionais | Corridas internacionais | Corridas internacionais |
| Total de medalhas de ouro |  |   |   | 1 |  |                         |                         |                         |                         |                         |                         |                         |                         |                         |

## Configuração do curso
O percurso B ilustrado na figura a seguir foi usado durante as regatas olímpicas de 8 Metre de 1912 em todas as duas corridas:

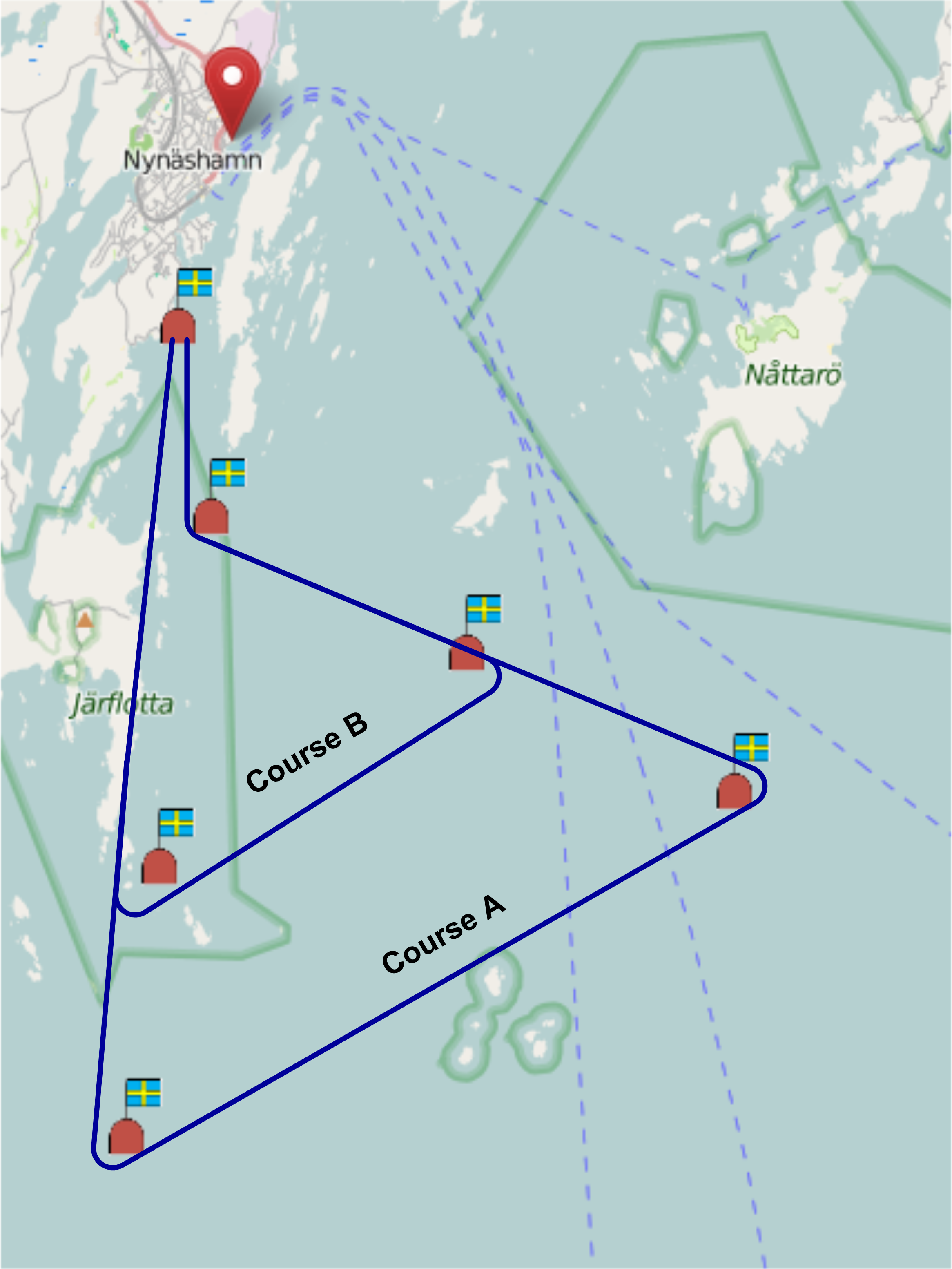
Área do curso

## Medalhistas
O grupo norueguês Thoralf Glad, Thomas Aass, Andreas Brecke, Torleiv Corneliussen e Christian Jebe finalizou a competição em primeiro lugar, conquistando a medalha de ouro. A prata firmou-se com os suecos Bengt Heyman, Emil Henriques, Alvar Thiel, Herbert Westermark e Nils Westermark. Por fim, a medalha de bronze ficou com a equipe finlandesa Bertil Tallberg, Arthur Ahnger, Emil Lindh, Gunnar Tallberg e Georg Westling.
|  | NOR Noruega                                                                 |  | SWE Suécia                                                                 |  | FIN Finlândia                                                           |
|  | Thoralf Glad Thomas Aass Andreas Brecke Torleiv Corneliussen Christian Jebe |  | Bengt Heyman Emil Henriques Alvar Thiel Herbert Westermark Nils Westermark |  | Bertil Tallberg Arthur Ahnger Emil Lindh Gunnar Tallberg Georg Westling |

## Resultados
Estes foram os resultados da competição:
| Pos.              | Embarcação             | Tripulação                                                                             | 1ª regata | 1ª regata | 1ª regata | 2ª regata | 2ª regata | 2ª regata | Pontos totais | Desempate | Desempate | Desempate |
| Pos.              | Embarcação             | Tripulação                                                                             | Pos.      | Tempo     | Pontos    | Pos.      | Tempo     | Pontos    | Pontos totais | Pos.      | Tempo     |           |
| ----------------- | ---------------------- | -------------------------------------------------------------------------------------- | --------- | --------- | --------- | --------- | --------- | --------- | ------------- | --------- | --------- | --------- |
| Medalha de ouro   | Taifun · Noruega       | Thoralf Glad Thomas Aass Andreas Brecke Torleiv Corneliussen Christian Jebe            | 1         | 2h15'59"  | 7         | 1         | 2h12'59"  | 7         | 14            |           |           |           |
| Medalha de prata  | Sans Atout · Suécia    | Bengt Heyman Emil Henriques Herbert Westermark Nils Westermark Alvar Thiel             | 2         | 2h16'40"  | 3         | 4         | 2h16'04"  | -         | 3             | 1         | 2h26'44"  |           |
| Medalha de bronze | Lucky Girl · Finlândia | Bertil Tallberg Arthur Ahnger Emil Lindh Gunnar Tallberg Georg Westling                | 5         | 2h21'03"  | -         | 2         | 2h14'50"  | 3         | 3             | 2         | 2h27'41"  |           |
| 4                 | Örn · Finlândia        | Gustaf Estlander Curt Andstén Jarl Andstén Carl-Oscar Girsén Bertel Juslén             | 3         | 2h17'28"  | 1         | 3         | 2h14'54"  | 1         | 2             |           |           |           |
| 5                 | Norman · Rússia        | Ventseslav Kuzmichev Yevgeny Kun Pavel Pavlov Viktor Markov Yevgeny Lomach             | 4         | 2h18'52"  | -         | 5         | 2h16'15"  | -         | 0             |           |           |           |
| 5                 | K.S.S.S. 1912 · Suécia | Fritz Sjöqvist Arvid Sjöqvist Ragnar Gripe Torsten Grönfors Gustaf Månsson             | 6         | 2h23'46"  | -         | 6         | 2h16'33"  | -         | 0             |           |           |           |
| 5                 | Bylina · Rússia        | Herman von Adlerberg Johan Färber Vladimir Yelevich Vladimir Lurasov Nikolay Podgornov | 7         | 2h27'59"  | -         | 7         | 2h21'43"  | -         | 0             |           |           |           |